# فهد الشليمي
فهد الشليمي الظفيري عقيد ركن متقاعد ومحلل سياسي كويتي. ورئيس المنتدى الخليجي للأمن والسلام بكوغر ومنسق عام منظمات كوغر في الكويت.

## التعليم
حصل على شهادة الدكتوراه في العلاقات الدولية وماجستير في العلوم العسكرية.